# چارلز آر. اچ. تریپ

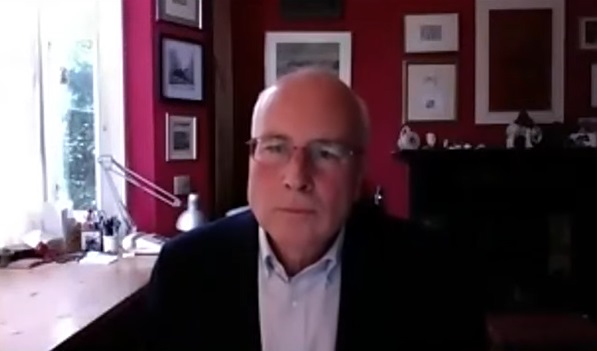
پروفسور تریپ در یک کنفرانس آنلاین زوم در سال ۲۰۲۱

چارلز ریس هوارد تریپ ‏(انگلیسی: Charles Rees Howard Tripp)‏ ‏(زادهٔ ۸ مارس ۱۹۵۲) استاد دانشگاه و نویسندهٔ بریتانیایی است که در سیاست و تاریخ خاور نزدیک و خاورمیانه تخصص دارد. 
او در سودان به‌دنیا آمد و تحصیلات ابتدایی خود را در کالج وینچستر گذراند. تریپ در ادامه کارشناسی را از کالج نیو، دانشگاه آکسفورد و کارشناسی ارشد و دکتری را از مدرسه مطالعات مشرق‌زمین و آفریقا (SOAS) دانشگاه لندن دریافت کرد.
تریپ از سال ۲۰۰۷ تا ۲۰۱۷ استاد سیاست خاورمیانه و شمال آفریقا در SOAS بود و پس از بازنشستگی، عنوان استاد ممتاز این دانشگاه را به‌دست آورد. او همچنین ریاست مرکز مطالعات خاورمیانه و از بنیان‌گذاران مرکز اندیشهٔ سیاسی تطبیقی در SOAS بوده است. حوزه‌های پژوهشی او شامل ساختار دولت و جامعه در خاورمیانه، به‌ویژه عراق، اندیشهٔ سیاسی اسلامی، فضای عمومی، اشکال مقاومت در برابر قدرت و ارتباط میان هنر و سیاست است.
تریپ در کنار فعالیت‌های دانشگاهی، به‌عنوان کارشناس منطقه‌ای در رسانه‌هایی چون بی‌بی‌سی، رادیوی ملی عمومی آمریکا (NPR)، گاردین، فارن افرز و نیو استیتسمن همکاری کرده‌است. پیش از آغاز جنگ عراق، تریپ در جمع مشاورانی حضور داشت که در دفتر نخست‌وزیری بریتانیا به تونی بلر دربارهٔ پیامدهای احتمالی این جنگ مشورت می‌داد.
در سال ۲۰۱۲، او به عضویت آکادمی بریتانیا درآمد و میان سال‌های ۲۰۱۸ تا ۲۰۲۲ سمت نایب‌رئیس این نهاد را با مسئولیت مؤسسات پژوهشی بین‌المللی بریتانیا بر عهده داشت. از مهم‌ترین آثار او می‌توان به A History of Iraq (تاریخ عراق),  Islam and the Moral Economy: The Challenge of Capitalism (اسلام و اقتصاد اخلاقی: چالش سرمایه‌داری) و  The Power and the People: Paths of Resistance in the Middle East (قدرت و مردم: مسیرهای مقاومت در خاورمیانه) اشاره کرد.